# Râs al Asiei Centrale
Râsul Asiei Centrale (Lynx lynx isabellinus) este o subspecie a râsului eurasiatic găsită în Asia Centrală, inclusiv Munții Himalya și Platoul Tibet. Conform datelor din 2013, în China se găseau pe atunci estimativ în jur de 27.000 indivizi maturi.

## Taxonomie
Felis isabellina era denumirea științifică propusă de Edward Blyth⁠(en)[traduceți] în anul 1847 pentru o piele de râs din Tibet. Lynx lynx wardi a fost propusă de Richard Lydekker⁠(en)[traduceți] în 1904. Totuși, cei mai mulți autori au considerat-o a fi un sinonim al Lynx lynx isabelinus. Investigații suplimentare sunt necesare pentru a se afla dacă este sau nu subspecie separată. Până în data de astăzi, L. l. wardi este uneori considerat a fi un sinonim al L. l. isabellinus.

## Răspândire și habitat
Râsul Asiei Centrale se găsește în Asia Centrală din Turkmenistan, Uzbekistan, Kazakhstan, Tadjikistan, Kârgâzstan, Afganistan până în Pakistan, India, Nepal, Bhutan și China. Trăiește în principal în zone deschise acoperite cu copaci, în stepă și pe dealuri stâncoase. În Munții Himalaya Indieni au fost observați indivizi la o altitudine de 4.900 m în Parcul Național Hemis⁠(en)[traduceți] și de 4.800 m pe Platoul Changtang⁠(en)[traduceți] în Ladakh.

## Conservare
Râsul Asiei Centrale a fost protejat de către Anexa I a actului „Wild Life (Protection) Act, 1972⁠(en)[traduceți]” al Indiei.
În Afganistan este considerat a fi amenințat.
Este listat drept aproape amenințat pe listele roșii naționale ale Mongoliei și Pakistanului.
Este listat drept pe cale de dispariție în China, Turkmenistan și Tadjikistan și drept vulnerabil în Nepal și Uzbekistan.